# Leven (wieś w Anglii)
Leven – wieś w Anglii, w hrabstwie East Riding of Yorkshire. Leży 17 km na północ od miasta Hull i 265 km na północ od Londynu. W 2001 miejscowość liczyła 2240 mieszkańców.